# Cellypha goldbachii
Cellypha goldbachii är en svampart som först beskrevs av Johann Anton Weinmann, och fick sitt nu gällande namn av Donk 1959. Cellypha goldbachii ingår i släktet Cellypha och familjen Tricholomataceae.  Arten är reproducerande i Sverige. Inga underarter finns listade i Catalogue of Life.